# 邢和璞
邢和璞（?—?），唐玄宗朝时道士。
邢和璞擅长占術，使竹制算签，占卜人们的吉兆、姓名、寿命。爱好谈黄帝、老子的道学，著有《潁陽書》。
邢和璞出生地不詳，住在終南山時，名声已经远扬，喜好道術听闻他的高名的人都来拜访他。開元二十年（732年），他到了長安，朝廷高官都去求他算命。他食气养身，有时候少吃一点药。唐玄宗让他为張果算命，他答不出来張果的生年。
邢和璞对道士尹愔说：“前漢落下閎制定太初历時，说：‘八百年後，誤差一日，届時当有聖人重新定历’。如今正好八百，一行制定大衍历，修正旧历差错。落下閎所言不差，一行就是预言中的聖人。”
据传说他能帮人增寿，使人起死回生。有一个人年轻的小老婆死了，邢和璞用墨写了一道符，说追上了冥界勾魂的鬼神，不一会儿小老婆活了。他帮人增寿，与天界的神仙交流，知晓他人的前世。被人称之为邢仙人、真人。房琯问他自己什么时候死，邢和璞说从东南回到西北时，不在驿馆，不在寺院，不在途中，不在官署。得病从吃鱼开始，死后将用龟兹板为棺。房琯后来在袁州改任汉州，回京途经阆州时，在道观里吃鱼得病而亡。

## 传記資料
- 《新唐書》卷二百四 列传第百二十九 「方技 張果传」
- 牛肃《紀聞》（《太平广记》收录）
- 段成式《酉陽杂俎》